# Campeonato Sudamericano de Voleibol Femenino de 2005
El 26º Campeonato Sudamericano de Voleibol Femenino fue realizado en el año de 2005 en  Bolivia.

## Tabla final
| Posición | Equipo    |
| -------- | --------- |
|          | Brasil    |
|          | Perú      |
|          | Argentina |
| 4        | Venezuela |
| 5        | Uruguay   |
| 6        | Bolivia   |
| 7        | Chile     |